# جائزة أيطاليا الكبرى 1936
جائزة أيطاليا الكبرى 1936 (بالإنجليزية: 1936 Italian Grand Prix)‏ هو سباق فورمولا 1 أقيم بتاريخ 13 سبتمبر 1936 في حلبة مونزا، إيطاليا. كان الرابع من أصل 4 في بطولة العالم لسباقات الفورمولا واحد موسم 1936.